# Баскаков, Тимофей Андреевич
Тимофе́й Андре́евич Баска́ков (3 июня 1899, Угодский Завод, Калужская губерния — 2 ноября 1917, Москва) — красногвардеец Рогожского района.

## Биография
Отец Андрей Тарасович Баскаков — уроженец деревни Ратманово, мать — Татьяна Иванов[уточнить] — села Угодский Завод.
Член Союза рабочей молодёжи «III Интернационал».
Слесарь кабельного завода Алексеева.
Во время наступления красногвардейцев-рогожцев на Кремль со стороны Варварской площади костёр на мостовой мешал скрытному продвижению и Баскаков вызвался погасить огонь. Во время разбрасывания горевших предметов был смертельно ранен юнкерами.
Доставлен в Двинский госпиталь на Солянке, где и скончался.
В 1922 году кабельному заводу и его клубу присвоили имя Тимофея Баскакова.
После слияния этого завода с другим кабельным заводом — новый завод стал называться «Электропровод».
Похоронен у Кремлёвской стены.